# Osellino
L'Osellino è un canale artificiale navigabile della terraferma veneziana, che convoglia le acque del fiume Marzenego, deviandole nei pressi di Mestre dal loro corso naturale sino alla località di Tessera.

## Storia
Il canale venne realizzato col nome di Fossanuova (per distinguerlo dalla non lontana e più antica Fossa Gradeniga) nel 1507 dalla Serenissima Repubblica, nell'ambito di un più vasto programma di allontanamento delle foci fluviali dall'area di Venezia.
La deviazione del Marzenego si mostrava tanto più necessaria, in quanto il fiume, sfociando presso l'attuale punta San Giuliano, convogliava detriti nel punto di maggior vicinanza alla città, minacciando di ostruire alcuni dei principali canali utilizzati per i traffici con la terraferma. Le acque del fiume, inoltre, proseguivano attraverso la laguna sino a confluire nell'importante Canale di Cannaregio e, di qui, nel Canal Grande, accumulando detriti che potevano minacciare la sopravvivenza della stessa Venezia.
Le acque del fiume vennero dunque intercettate immediatamente a valle del borgo di Malghera, e da qui il canale Osellino, proseguendo parallelamente alla gronda lagunare, confluiva nella foce del fiume Dese, scaricandosi infine nella palude di Cona, all'estremità settentrionale della laguna. L'amministrazione dell'intero sistema idraulico dei fiumi Marzenego, Dese e Zero venne in quell'epoca affidato dalla Repubblica di Venezia al neonato Consorzio Idraulico Dese
Nel 1805, contemporaneamente alla costruzione dell'imponente Forte Marghera, gli Austriaci iniziarono la costruzione, in corrispondenza della chiusa di San Giuliano, del ridotto Forte O, destinato al controllo della chiusa stessa e, attraverso questa, delle acque del canale Osellino, il cui dislivello poteva essere sfruttato all'occorrenza per l'allagamento della piana circostante la fortezza principale, sì da rendere impossibile un assalto diretto.
Nel 1911 il tratto finale del canale fu interessato dalla costruzione di una nuova fortificazione appartenente al campo trincerato di Mestre, il Forte Bazzera, realizzato alla confluenza di un canale scolmatore per la raccolta delle acque di bonifica.
Negli anni Cinquanta del XX secolo il corso terminale del canale Osellino venne interrotto dai lavori per la realizzazione dell'aeroporto Marco Polo, portando all'interramento di un tratto del canale e formando di conseguenza due canali tronchi: l'Osellino Ovest, che venne aperto a scaricare le acque del Marzenego nel Canale Tessera, e l'Osellino Est, che rimase come troncone morto di collegamento con il Dese.

## Bacino idrografico
Il canale, lungo circa 13.5 km, si origina alla confluenza tra due rami del Marzenego, detti Campana e Beccherie, che si riuniscono nei pressi di piazzale Cialdini, a Mestre, dove è presente una chiusa per la regolazione del regime idraulico tra le acque dolci del Marzenego e quelle salmastre risalenti dalla laguna lungo l'Osellino. Il canale procede quindi quasi rettilineo in direzione sud-est sino a Forte Manin e alla chiusa dello Scaricatore alle Rotte, dove si ricollega all'antica foce del Marzenego nel Seno della Seppa. Qui il canale Osellino Ovest curva verso nord-est, seguendo le rive settentrionali della laguna di Venezia e lambendo gli abitati di Campalto e Tessera. Il canale nella parte terminale si biforca, da una parte proseguendo lungo l'originario taglio sino al canale Bazzera, dall'altra sfociando in laguna nel bacino dell'Aeroporto di Venezia-Tessera, dove si congiunge al canale Tessera. 
Subito a nord-est dell'aeroporto si diparte invece il canale Osellino Est che, costeggiando ancora la laguna, prosegue sino alla foce del Dese, immettendosi nel canale Dese.
Dato il particolare legame sussistente tra il canale e la laguna, l'Osellino risulta particolarmente sensibile al fenomeno dell'acqua alta, subendo dunque frequenti piene, non solo provocate dall'aumento di portata del Marzenego, ma anche dall'aumento di livello delle acque della laguna.
Il canale Osellino fa parte del comprensorio gestito dal consorzio di bonifica Acque Sorgive.

### Affluenti
Da sinistra: Scolo Dosa, Colletore del Bosco, Collettori Abbinati, Collettore Prà secco, Fosso Checchin, Collettore Acque Alte, Fossa Pagana, Collettore di Favaro, Collettore secondario Bazzera, Fosso Bellinato, Collettore di Tessera, Collettore Campalto, Collettore Cavergnaghi, Collettore Acque Basse, Canale Scolmatore Bazzera.
Da destra: -

## Fauna
Le specie di rettili che vivono nell'Osellino o nel suo immediato sono la lucertola muraiola, la tartaruga palustre americana (ormai così invasiva da prevalere quasi totalmente sulla nostrana specie europea) e le bisce d'acqua, come la natrice tassellata. Tra gli anfibi, il rospo smeraldino.
I mammiferi sono rappresentati per la maggior parte da specie invasive: sono presenti, in numero eccessivo, esemplari di nutrie, perfettamente adattate all'habitat fluviale dell'Osellino, e di ratti delle chiaviche (pantegane), così adattabili che spesso attraversano il canale a nuoto per andare da una sponda all'altra.
Il canale è abitato da numerosissime specie di uccelli. Le più facili da vedere sono il germano reale, la garzetta, l'airone cenerino, la gallinella d'acqua, il cormorano, il gabbiano reale, il gabbiano comune e il martin pescatore. Lungo le rive fangose si può scorgere anche abbastanza frequentemente il piro-piro piccolo. Sfruttano il canale per abbeverarsi i colombacci, le tortore dal collare, le gazze e le cornacchie, oltre che diverse altre specie di passeriformi. Tra questi, che volano vivaci lungo gli alberi che costeggiano l'Osellino, i più comuni sono il merlo, il pettirosso, la cinciallegra, la cinciarella, il codibugnolo, la capinera, il luì piccolo, la ghiandaia, il picchio rosso maggiore e il picchio verde.